# Schizotricha dichotoma
Schizotricha dichotoma är en nässeldjursart som beskrevs av Nutting 1900. Schizotricha dichotoma ingår i släktet Schizotricha och familjen Halopterididae. Inga underarter finns listade i Catalogue of Life.